# Sibuco
Sibuco ist eine philippinische Stadtgemeinde in der Provinz Zamboanga del Norte. Sie hat 34.620 Einwohner (Zensus 1. August 2015).

## Baranggays
Sibuco ist politisch in 28 Baranggays unterteilt.
- Anongan
- Basak
- Bongalao
- Cabbunan
- Cawit-cawit
- Culaguan
- Cusipan
- Dinulan
- Jatian
- Kamarangan
- Lakiki
- Lambagoan
- Limpapa
- Lingayon
- Lintangan
- Litawan
- Lunday
- Malayal
- Mantivo
- Nala (Pob.)
- Panganuran
- Pangian
- Paniran
- Pasilnahut
- Poblacion
- Puliran
- Santo Niño (Culabog)
- Tangarak